# Стєшиха
Стєшиха (рос. Стешиха) — присілок в Ветлузькому районі Нижньогородської області Російської Федерації.
Населення становить 1 особу. Входить до складу муніципального утворення Новоуспенська сільрада.

## Історія
Від 2009 року входить до складу муніципального утворення Новоуспенська сільрада.

## Населення
| 1999 | 2002 | 2010 |
| ---- | ---- | ---- |
| 15   | ↘13  | ↘1   |